# Josefstadt (Modrava)
Josefstadt je zaniklá osada v katastru obce Modrava. Nacházela se asi dva kilometry severně od Březníku na křižovatce cest U Trampusova křížku v nadmořské výšce 1195 metrů. Domy stály na severovýchodním svahu Studené hory (1 298 m) nad pramenem Studeného potoka, na staré Březnické cestě (dnes Široká cesta) vedoucí k Roklanské hájovně. Na východě leží údolí Modravského potoka.

## Historie
Poté, co v roce 1799 získal Josef II. ze Schwarzenbergu panství Prášily, nechal vybudovat Vchynicko-tetovský plavební kanál, aby bylo možné splavovat dřevo z těchto hraničních části Šumavy do vnitrozemí. Josefstadt byl jednou z prvních dřevorubeckých osad, která byla založena kolem roku 1800, následovaná Březníkem (Pürstling) o něco jižněji v roce 1804. Osadu Josefstadt tvořilo 13 primitivních dřevěných domů, které nebývaly trvale osídleny. Dřevorubci ze správní obce Langendorf a dalších lokalit se po roztání sněhu s rodinami a drobným dobytkem přestěhovali do Josefstadtu a před příchodem zimy osadu opět opustili. Na konci 90. let 19. století byla osada opuštěna a v následujících letech zcela zanikla.

## Současnost
Dnes se území zaniklé osady nachází v I. zoně národního parku Šumava a podstatná část lokality je nepřístupná. Po zelené turistické značce vedoucí z Modravy na Březník, lze dojít na lesní křižovatku cest, kde se nachází Trampusův křížek, který byl součástí osady Josefstadt. Kříž zde nechal postavit lesník z Roklanské hájovny Josef Trampus na památku svého otce Augustina Trampuse, lesníka na Březníku. Jedná se o litinový krucifix na kamenném podstavci pocházející z poloviny 19. století.